# Psammoclema tuberculatum
Psammoclema tuberculatum är en svampdjursart som först beskrevs av Lendenfeld 1889.  Psammoclema tuberculatum ingår i släktet Psammoclema och familjen Chondropsidae. Inga underarter finns listade i Catalogue of Life.